# Липова вечерница
Липовата вечерница (Mimas tiliae) е нощна пеперуда от семейство Вечерници (Sphingidae). Среща се в Палеарктика, включително и в България.

## Описание
Липовата вечерница има размах на крилата до 65 мм. Жълто-зелената гъсеница се храни с листа на липа и бряст. Имагото се наблюдава от май до юни около хранителните растения на ларвата. Имагото не се храни и живее до 5 седмици. Оцветяването на възрастните индивиди варира от светлорозово до червено-кафяво с по-тъмни зелени или кафяви петна в центъра на крилата, които могат да са различни по размер и цвят. Крилата на тази пеперуда имат отличителен, неправилен заден край, което им помага да останат скрити в листата. Видът зимува като какавида в почвата в основата на своето гостоприемно дърво.

## Систематика
Видът е описан за първи път от Карл Линей в неговото X издание на Systema Naturae от 1758 г. под името Sphinx tiliae.

## Галерия
- Гъсеница
- Какавида
- Имаго

- Мъжка ♂
- Мъжка ♂
- Женска ♀
- Женска ♀